# Romain Légaré
Pour les articles homonymes, voir Légaré.
Romain Légaré est un prêtre franciscain, historien et écrivain québécois né en 1904 et décédé en 1979. Son œuvre traite de sujets religieux et littéraires, parmi lesquels des études consacrés à Pamphile Le May, Lucien Rainier et Saint-Denys Garneau.

## Œuvres
- 1950 : Cinquante ans de vie franciscaine à Québec, 1900-1950
- 1953 : Un apôtre des deux mondes, le père Fréderic Janssoone, o.f.m. de Ghyvelde
- 1956 : Chronique du premier séjour du Père Frédéric au Canada
- 1957 : Le Bon Frère Didace et le Bon Père Frédéric : deux âmes séraphiques
- 1957 : L'Aventure poétique et spirituelle de Saint-Denys Garneau
- 1959 : Un obsédé de la sainteté : le Père Jules-Marie Guilbault, franciscain (1898-1958)
- 1965 : Un grand serviteur de la Terre Sainte: le père Frederic Janssoone, O.F.M.
- 1975 : Dictionnaire des synonymes et des antonymes

## Honneurs
- 1957 : Prix David, L'Aventure poétique et spirituelle de Saint-Denys Garneau